# Bláhnjúkur
Bláhnjúkur – wulkan (940 m n.p.m.) położony w południowej Islandii. Ostatnia erupcja miała miejsce w 1477 r.